# Корагаты
Корагаты (каз. Қорағаты) — село в Рыскуловском районе Жамбылской области Казахстана. Административный центр Корагатинского сельского округа. Код КАТО — 315037100.

## Население
В 1999 году население села составляло 1145 человек (616 мужчин и 529 женщин). По данным переписи 2009 года, в селе проживало 618 человек (305 мужчин и 313 женщин).